# Grundwasserwerk Lobau

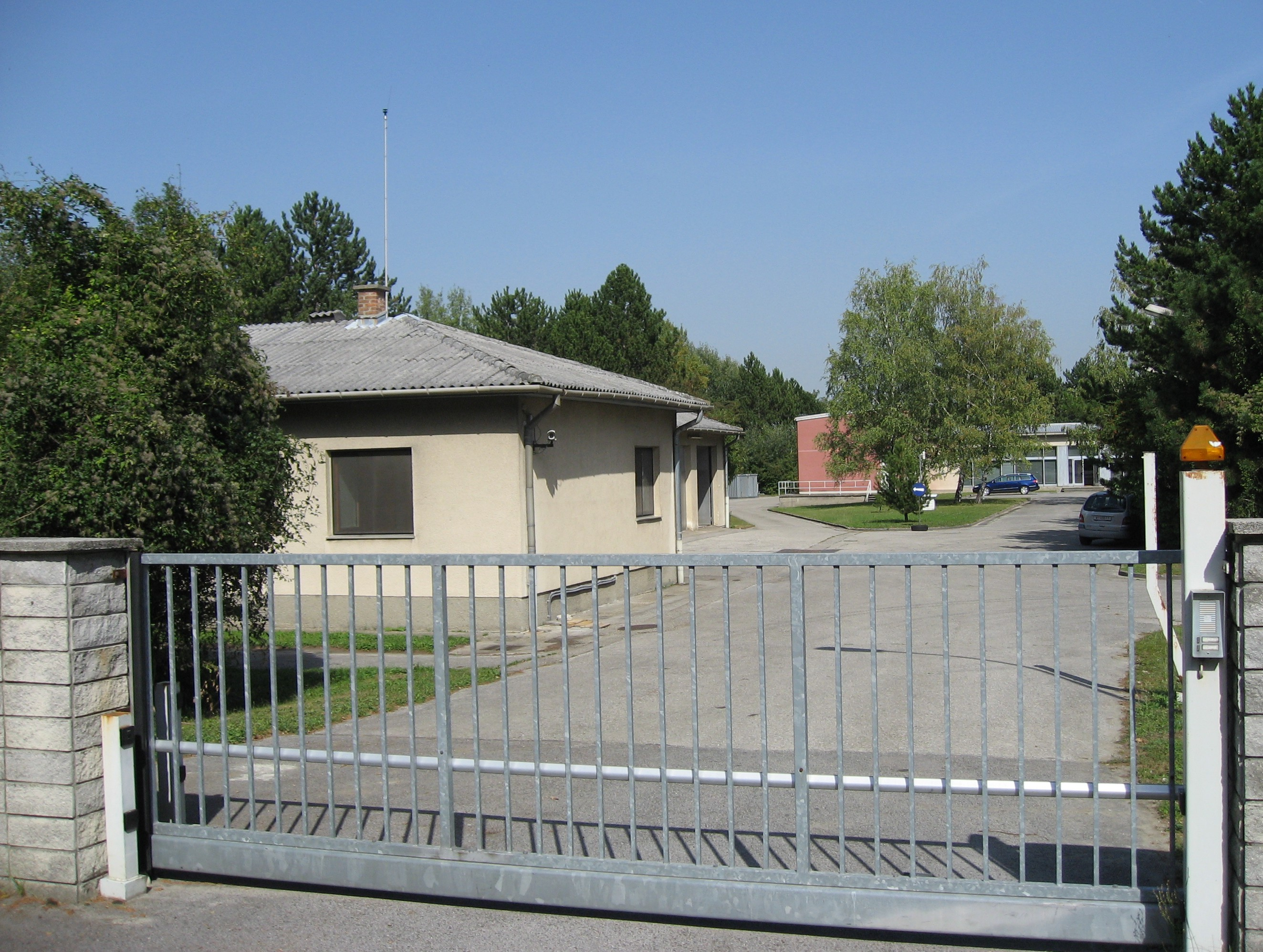
Grundwasserwerk Lobau

Das Grundwasserwerk Lobau in der Unteren Lobau in Wien wurde zwischen 1964 und 1966 errichtet und wird zur Abdeckung von Verbrauchsspitzen in der Trinkwasserversorgung eingesetzt. Das Wasserwerk Lobau ist in der Lage, 80.000 Kubikmeter Trinkwasser pro Tag zu liefern.

## Vorgeschichte
Der steigende Wasserverbrauch der Stadt Wien (1935: 95 Millionen Kubikmeter, 1965: 170 Mio. Kubikmeter Wasser) zwang die Verantwortlichen, die verschiedensten Maßnahmen zu setzen, um die Versorgung der Bevölkerung Wiens mit Trinkwasser zu sichern. So wurden zusätzliche Quellen gefasst und ins Leitungsnetz eingespeist und neue Behälter errichtet.
Die Realisierung des geplanten Baues der 3. Wiener Wasserleitung wurde immer wieder verzögert, so dass die Wiener Wasserwerke auf dem Stadtgebiet gelegene Grundwassergebiete auf ihre Qualität und Ergiebigkeit untersuchten. Die Resultate waren aber nicht zufriedenstellend, so dass man als letzte Möglichkeit das Gebiet der Unteren Lobau – umschlossen von Donau, Donau-Oder-Kanal und Wiener Stadtgrenze – untersuchte. Dieses etwa 1.200 Hektar große Gebiet wurde auf Antrag der Wasserwerke 1960 zum Wasserschutzgebiet erklärt.

## Untersuchungen
Um die zur Verfügung stehende Wassermenge, deren Qualität und die zu erwartende Dauerergiebigkeit zu ermitteln, waren Pumpversuche über den Zeitraum von mehreren Monaten nötig. Die dafür notwendige Genehmigung erhielt die Stadt Wien im Februar 1961.
1963 kam es nach immer wieder erfolgten Pumpversuchen bei gleichzeitiger Beobachtung der Wasserqualität, der geologischen und hydrologischen Verhältnisse und deren Veränderungen im Dezember zur entscheidenden wasserrechtlichen Verhandlung.
Besonders beachtet mussten dabei der Ölhafen Lobau und das Zentraltanklager werden, die während des Zweiten Weltkriegs heftig bombardiert worden waren, was zu starken Verunreinigungen des Untergrunds durch Öl geführt hatte.
Die Öl verarbeitende Industrie verlangte eine Ablehnung des städtischen Projekts, doch die Oberste Wasserrechtsbehörde wies diese Forderung als rechtlich und sachlich unbegründet zurück.

## Bau

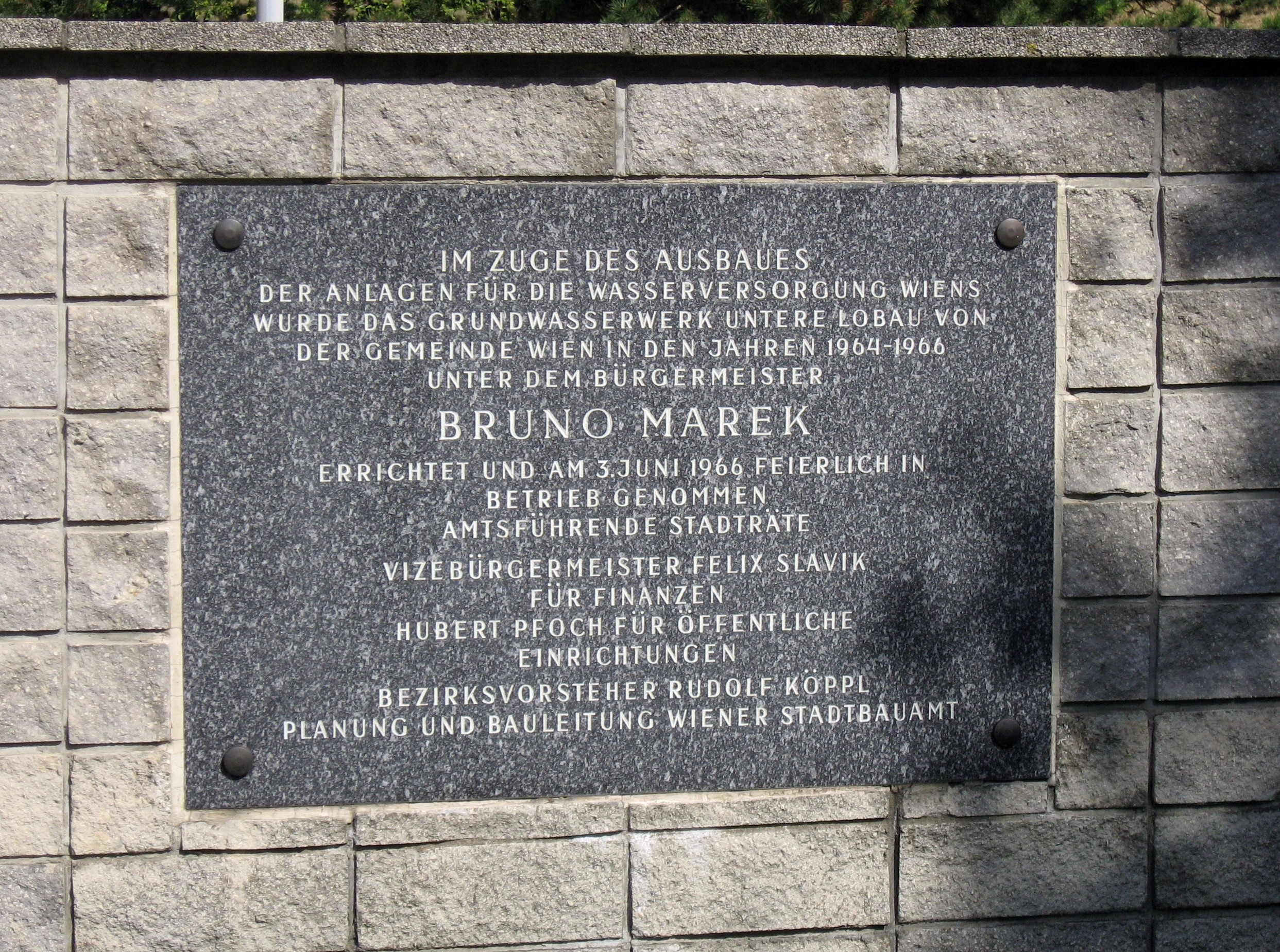
Informationstafel

Die Baugenehmigung erteilte der Gemeinderat am 20. März 1964, die Baustelleneinrichtung erfolgte am 6. April des gleichen Jahres.
Errichtet wurden ein Wasserbehälter mit 30.000 Kubikmeter Fassungsraum, ein Hebewerk und ein Betriebsgebäude. Um das Grundwasserwerk Lobau mit den drei Horizontalfilterbrunnen (Groß Rohrwörth, Alter Kreuzgrund und Gänshaufen) an das Leitungsnetz anschließen zu können, wurde eine Rohrleitung von insgesamt 12.140 Metern Länge errichtet (Durchmesser 1.000 beziehungsweise 1.200 Millimeter), durch die das Wasser in etwa 3,25 Stunden das Rohrnetz der Stadt erreicht. Der Brunnen Gänshaufen ist mit fast vier Kilometern am weitesten vom Hebewerk entfernt.
Verzögert wurden die Bauarbeiten durch ein lang andauerndes Hochwasser im Frühjahr und Sommer des Jahres 1965. Der dadurch extrem hohe Grundwasserspiegel füllte die Künetten der Zuleitungen (Zeitverlust etwa sieben Monate) und die Baugruben für den Wasserbehälter und das Hebewerk (Zeitverlust etwa zwei Monate).
Für die Errichtung der Anlage waren insgesamt sechs verschiedene behördliche Verfahren nötig:
- Wasserrechtliches Verfahren: Das wasserrechtliche Verfahren umfasste unter anderem die Pumpversuche, das Schutzgebiet und den Behälter.

- Baubehördliches Verfahren: Das baubehördliche Verfahren umfasste unter anderem die Errichtung der Brunnen, der Schieberkammer sowie von Behälter, Hebewerk und Betriebsgebäude.

- Elektrizitätsrechtliches Verfahren: Das elektrizitätsrechtliche Verfahren umfasste die Errichtung einer 20-kV-Leitung von ungefähr 15 Kilometern Länge, die zum Betrieb des Grundwasserwerks Lobau nötig war.

- Fernmelderechtliches Verfahren: Das fernmelderechtliche Verfahren umfasste die Errichtung einer privaten Fernmeldeanlage.

- Eisenbahnrechtliches Verfahren: Das eisenbahnrechtliche Verfahren umfasste die Kreuzung des Rohrstrangs, der das Grundwasserwerk mit dem städtischen Rohrnetz verbindet, mit der Ostbahn bei der Unterführung der Kaisermühlenstraße im 22. Wiener Gemeindebezirk am Mühlengrund.

- Bergrechtliches Verfahren: Das bergrechtliche Verfahren betraf Querungen von Erdöl- und Erdgasleitungen.

### Horizontalfilterbrunnen
Die drei Horizontalfilterbrunnen haben einen Schachtdurchmesser von vier Metern und eine Tiefe von 11,9 bis 13,5 Metern. In einer Tiefe von 8,4 bis 11,5 Metern wurden je 12 Horizontalfilterrohre zwischen 288 und 309,6 Meter weit sternförmig vorgetrieben. Die Kosten für einen solchen Brunnen betrugen ungefähr 2,5 Millionen Schilling, (etwa 182.000 Euro).

## Inbetriebnahme

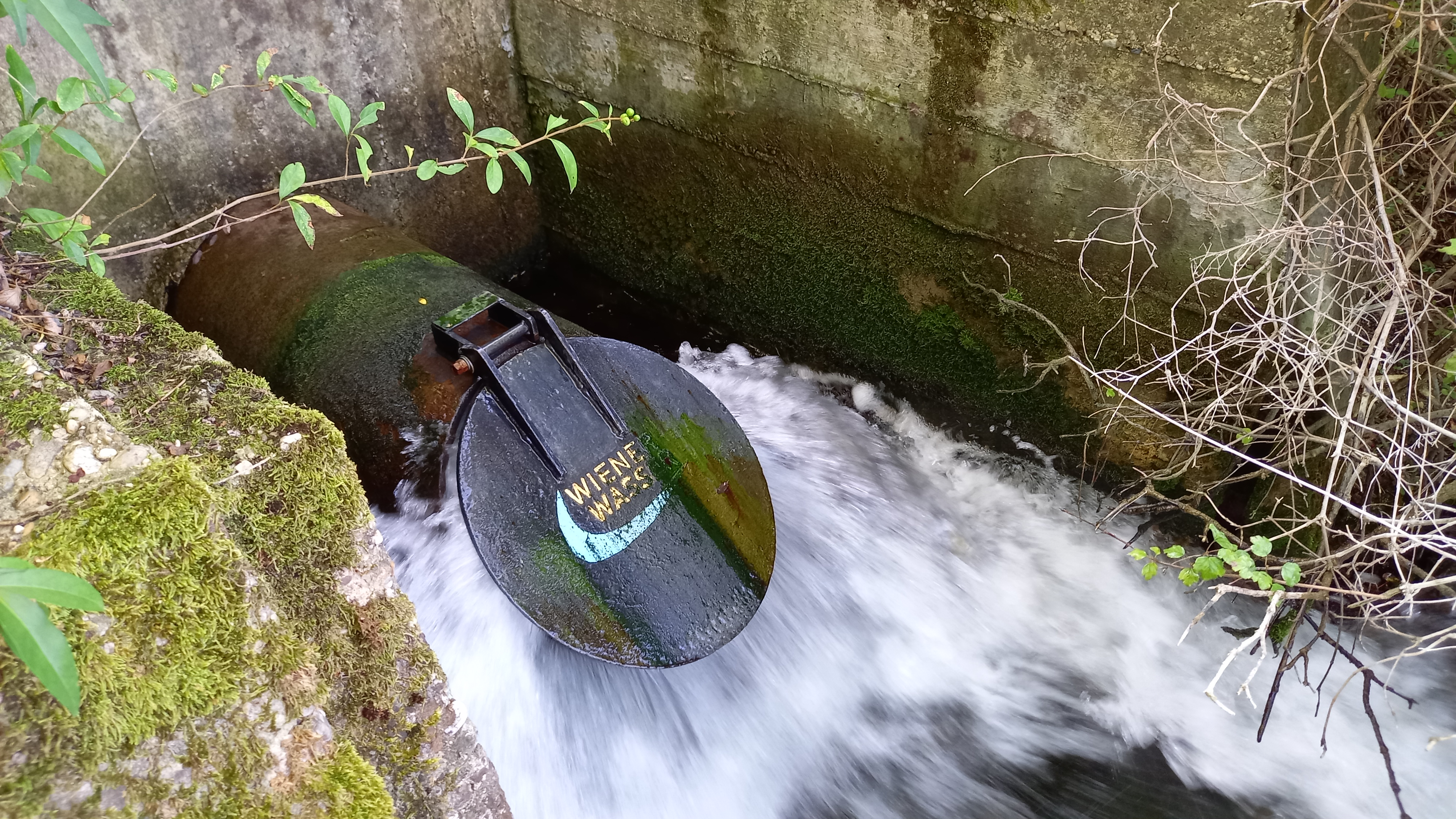
„Eichert-Quelle“

Die feierliche Inbetriebnahme des Grundwasserwerks Lobau erfolgte am 3. Juni 1966 in Anwesenheit des zuständigen Stadtrats für öffentliche Einrichtungen Hubert Pfoch, des Wiener Bürgermeisters Bruno Marek und des Bundespräsidenten Franz Jonas und weiterer Ehrengäste.

### Dotation Lausgrundwasser
Seit 2012 wird nicht benötigtes Trinkwasser aus dem Wasserwerk zeitweise in das naheliegende Lausgrundwasser ausgeleitet, das davor in die Donau abgeleitet wurde. Über diese „Eichert-Quelle“, benannt nach deren Initiator Robert Eichert, wird dem Vertrocknen und Verlanden der Gewässer der Lobau etwas entgegengewirkt.

## Altlast Zentraltanklager Lobau (Ölhafen)
Seit den Bombenangriffen auf das Zentraltanklager Lobau und den Ölhafen Lobau sind sowohl der Erdboden als auch das Grundwasser durch Öl verunreinigt. Daher wurden 1992 östlich der Anlagen eine erste Reihe Sperrbrunnen nahe dem Donau-Oder-Kanal errichtet, um eine Verunreinigung des Grundwassers im Bereich des Grundwasserwerks Lobau zu verhindern.
Im Oktober 2002 begannen Arbeiten, um die Altlast auch langfristig zu sichern. Es wurden eine tief reichende Dichtwand entlang im Anstrom der Neuen Donau sowie weitere Sperrbrunnen unmittelbar nördlich und östlich des Altstandortes und eines Sperrelementes im Abstrom errichtet. Ab 2009 kann somit unterbunden werden, dass  Donauwasser in den Bereich eintritt und kontaminiertes Grundwasser in die restliche Lobau gelangen kann. Die erste Sperrbrunnenreihe blieb in Betrieb und entwässerte weiterhin das Grundwasser der Lobau. Erst im Mai 2021 wurden die Anlagen außer Betrieb genommen.